# Cory Lidle
Cory Fulton Lidle (* 22. März 1972 in Los Angeles, Kalifornien; † 11. Oktober 2006 in New York City, New York) war ein US-amerikanischer Baseballspieler in der Major League Baseball (MLB) auf der Position des Pitchers. Er spielte in seiner fast zehnjährigen Karriere für sieben Mannschaften, zuletzt für die New York Yankees. Lidle war ein Nachkomme von Robert Fulton, der das erste wirtschaftlich erfolgreiche Dampfschiff konstruierte.

## Karriere
Lidle wurde 1990 als Free Agent von den Minnesota Twins unter Vertrag genommen. Da seine Entwicklung nicht den Ansprüchen der Twins entsprach, wurde sein Vertrag 1993 nicht verlängert und Lidle kam bei den Milwaukee Brewers unter, die ihn nach drei Jahren in den Minor Leagues an die New York Mets abgaben. Dort debütierte er am 8. Mai 1997 in der MLB. Er kam zu 57 Einsätzen, bei denen er mit 7 Wins, bei nur 2 Losses überzeugen konnte. Trotz der guten Leistung wurde bei den Mets schnell nicht mehr mit ihm geplant und Lidle versuchte sich in anderen MLB Teams zu etablieren. 
In den folgenden Jahren absolvierte er 36 Spiele für die Tampa Bay Devil Rays, 60 für die Oakland Athletics, 31 im Trikot der Toronto Blue Jays, 24 bei den Cincinnati Reds und 62 für die Philadelphia Phillies. Eine feste Größe in der Pitching Rotation der Teams wurde er allerdings nie.
Am 30. Juli 2006 wechselte Cory Lidle zu den New York Yankees. Bis zu seinem Tod im Oktober 2006 absolvierte er 10 Spiele für die Yankees, bei denen er 4 Wins bei 3 Losses verbuchte.

## Tod

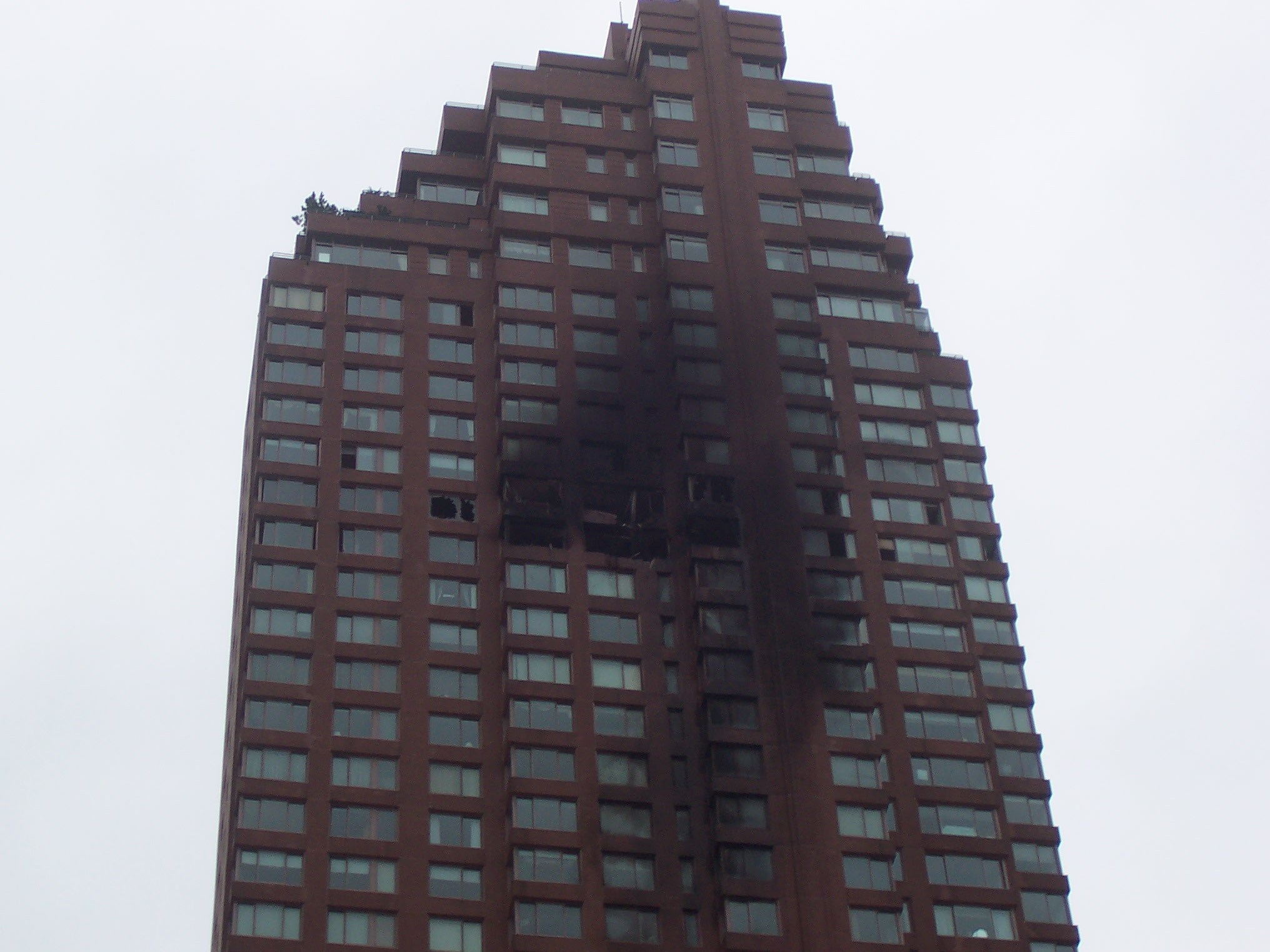
Das Belaire-Apartmentgebäude nach dem Absturz

Am Nachmittag des 11. Oktober 2006, um 14.45 Uhr Ortszeit, prallte er im Alter von 34 Jahren in New York mit seinem Flugzeug vom Typ Cirrus SR20 gegen das 52-stöckige Wohnhochhaus „Belaire Apartments“ auf Manhattans Upper East Side. Außer ihm starb sein Fluglehrer, Tyler Stanger; weitere einundzwanzig Menschen wurden verletzt, darunter elf Feuerwehrleute. Eine Untersuchung des NTSB ergab, dass starker Wind das Flugzeug vom Kurs gedrückt hatte und es Lidle nicht gelungen war, durch Fliegen einer engen Kurve den Aufprall zu verhindern. Zudem hatten Lidle und sein Fluglehrer mit diesem Flugzeugtyp weniger als vier Stunden Flugerfahrung. Beeinflussungen der Piloten durch Alkohol oder andere Drogen und mechanische Störungen oder falsche Beladung des Flugzeuges konnten nicht nachgewiesen werden. Lidle ist damit der zweite Yankees-Spieler, der bei einem Flugunfall mit eigenem Flugzeug umkam. 1979 war Thurman Munson bei einem missglückten Landeversuch verunglückt.
Das Unglück löste eine Diskussion über die Sicherheit des New Yorker Luftraums aus.

## Privates
Lidle besuchte die South Hills High School in West Covina, welche er 1990 abschloss. Während dieser Zeit war er Mannschaftskamerad von Jason Giambi. Am 7. Januar 1997 heiratete er Melanie Varela, mit der er einen Sohn hatte.
Cory Lidle war in seinem Verhalten umstritten. Seine Mannschaftskollegen kritisierte er öffentlich. Diese wiederum sollen Befremden darüber geäußert haben, dass er „hauptsächlich in seinem Flugzeug rumfliegt“, statt ordentlich zu trainieren.